# Adam Duce
Adam Duce (nacido en 1972)  es un bajista y uno de los fundadores de la banda norteamericana de groove metal Machine Head. Además de sus cualidades de bajista, Duce también interpretaba las partes corales de los temas del grupo.
La banda emite un comunicado el 22 de febrero de 2013 anunciando que Adam Duce y Machine Head han decidido separar sus caminos amistosamente.
- Datos: Q349180
- Multimedia: Adam Duce / Q349180